# Федоренко, Павел (легкоатлет)
Павел Федоренко (лит. Pavelas Fedorenka; род. 5 октября 1964, Аникщяй) — советский и литовский легкоатлет, специалист по бегу на средние и длинные дистанции. Выступал на крупных соревнованиях в 1985—2009 годах, многократный победитель и призёр первенств национального значения, участник летних Олимпийских игр в Атланте. Тренер и спортивный функционер.

## Биография
Павел Федоренко родился 5 октября 1964 года в городе Аникщяй Литовской ССР. Занимался лёгкой атлетикой в Паневежисе.
Начиная с 1985 года входил в число сильнейших бегунов Литвы на средние дистанции, неоднократно побеждал на первенствах республики в дисциплинах 800 и 1500 метров.
Впервые заявил о себе на всесоюзном уровне в сезоне 1987 года, когда на зимнем чемпионате СССР в Пензе стал серебряным призёром в беге на 1500 метров, уступив только москвичу Игорю Лотареву. В той же дисциплине занял четвёртое место на Мемориале братьев Знаменских в Москве, при этом установил свой личный рекорд — 3:40.90.
В 1990 году на зимнем чемпионате СССР в Челябинске вновь выиграл серебряную медаль в дисциплине 1500 метров. На Мемориале братьев Знаменских в Москве на сей раз финишировал пятым.
После распада Советского Союза Федоренко остался действующим спортсменом и продолжил принимать участие в крупнейших соревнованиях в составе литовской национальной сборной — больше стал склоняться к длинным шоссейным дисциплинам. Так, в 1994 году выиграл марафоны в Таллине и Вильнюсе, финишировал пятым на Франкфуртском марафоне.
В 1995 году занял 11-е место на Стокгольмском марафоне, стал вторым на Эхтернахском марафоне.
В 1996 году с результатом 2:17:16 занял второе место на Гамбургском марафоне. Благодаря череде удачных выступлений удостоился права защищать честь страны на летних Олимпийских играх в Атланте — в программе марафона показал результат 2:25:41, расположившись в итоговом протоколе соревнований на 70-й позиции.
В 1997 году был восьмым на Стокгольмском марафоне, 11-м на марафоне Twin Cities, третьим на марафоне в Эхтернахе.
В 1998 году с личным рекордом 1:05:10 финишировал девятым на полумарафоне во Франкфурте, на марафоне в Гамбурге занял 11-е место и так же установил личный рекорд — 2:15:55. Принимал участие в чемпионате мира по полумарафону в Устере, где с результатом 1:05:59 занял итоговое 87-е место.
На Гамбургском марафоне 1999 года показал на финише 18-й результат.
Продолжал стартовать на различных коммерческих стартах в Европе вплоть до 2009 года.
Проявил себя как тренер и спортивный функционер. Работал генеральным секретарём Паневежской городской федерации лёгкой атлетики. Два срока был членом правления Олимпийской ассоциации Литвы (2003—2007 и 2007—2011). С 2004 года — тренер Паневежской спортивной школы «Олимпас».